# 汉昌
汉昌（318年七月—九月）是十六国时期前赵政权汉隐帝刘粲的年号，共计3个月。
汉昌元年十月刘曜即位改元光初元年。

## 纪年
| 汉昌 | 元年  |
| ---- | ----- |
| 公元 | 318年 |
| 干支 | 戊寅  |

## 参看
- 中国年号索引
- 同期存在的其他政权年号
  - 大兴（318年三月-321年）：东晋皇帝晉元帝的年号
  - 建兴：前凉政权年号
  - 玉衡（311年-334年）：成汉政权李雄的年号

| 前一年號： 麟嘉 | 漢趙年号 漢昌 | 下一年號： 光初 |